# Shigeru Kōyama
Pour les articles homonymes, voir Koyama.
Shigeru Kōyama (神山 繁, Kōyama Shigeru), né le 16 janvier 1929 à Kure (préfecture de Hiroshima) et mort le 3 janvier 2017 à Kyoto (préfecture de Kyoto), est un acteur japonais.

## Filmographie partielle

### Au cinéma

#### Années 1950
- 1958 : La Saison des mauvaises femmes (悪女の季節, Akujo no kisetsu?) de Minoru Shibuya : le professeur assistant Terauchi
- 1959 : High Teen : Shinsaku, le frère de Sanae
- 1959 : Yuganda tsuki (ゆがんだ月?) d'Akinori Matsuo : Yura

#### Années 1960
- 1960 : Le Gars des vents froids (からっ風野郎, Karakkaze yarō?) de Yasuzō Masumura : Masa
- 1960 : Kenka Tarō (喧嘩太郎?) de Toshio Masuda : Goi
- 1961 : Vivre pour l'amour (恋にいのちを, Koi ni inochi o?) de Yasuzō Masumura : Li
- 1961 : Mon visage embrasé au soleil couchant (夕陽に赤い俺の顔, Yūhi ni akai ore no kao?) de Masahiro Shinoda
- 1962 : La Source thermale d'Akitsu (秋津温泉, Akitsu Onsen?) de Yoshishige Yoshida : Tsuda
- 1962 : Les Larmes sur la crinière du lion (涙を、獅子のたて髪に, Namida o shishi no tategami ni?) de Masahiro Shinoda : Kogure
- 1963 : Le Dossier noir (黒の報告書, Kuro no hōkokusho?) de Yasuzō Masumura : Hitomi
- 1963 : Kyojin: Ōkuma Shigenobu (巨人 大隈重信?) de Kenji Misumi : Azusa Ono
- 1964 : Otoko girai : Paul Okamura
- 1964 : Adauchi (仇討?) de Tadashi Imai : Madogayu Okuno
- 1964 : Kwaidan (怪談, Kaidan?) de Masaki Kobayashi : (segment Dans un bol de thé)
- 1965 : Nikutai no gakko : Otowa
- 1966 : Rokujo yukiyama tsumugi
- 1967 : Rébellion (上位討ち 拝領妻始末, Jōi uchi hairyō tsuma shimatsu?) de Masaki Kobayashi : Geki Takahashi
- 1967 : Nihon no ichiban nagai hi : Susumu Kato
- 1968 : Kubi : Tashiro
- 1968 : Kill, la Forteresse des samouraïs (斬る, Kiru?) de Kihachi Okamoto : Tamiya Ayuzawa
- 1968 : Saraba Mosukuwa gurentai
- 1969 : Akage : Aragaki
- 1969 : Tengu-tô : Mizuki

#### Années 1970
- 1970 : Zatôichi to Yôjinbô : Jinzaburo Wakiya
- 1970 : Bakumatsu : Kaishu Katsu
- 1970 : Fuji sanchō (富士山頂, Fuji sanchō?) de Tetsutarō Murano
- 1970 : Jaga wa hashitta
- 1971 : Gekido no showashi: Okinawa kessen
- 1971 : Inochi bô ni furô : Hacchôbori officer, Kaneko
- 1973 : Gokiburi deka : Mita
- 1973 : Nippon chinbotsu : Yoshimura
- 1974 : Karei-naru ichizoku : Wajima
- 1975 : Jingi no hakaba
- 1975 : Wagahai wa neko de aru : Tojuro Suzuki
- 1975 : Kinkanshoku : Leader of a construction firm
- 1975 : Les Fossiles (化石, Kaseki?) de Masaki Kobayashi : Kihara
- 1976 : Taiyô wa nakanai
- 1976 : Fumô chitai
- 1977 : Hakkodasan : Major Motomiya
- 1977 : Kiri-no-hata : Tanimura, Editor
- 1978 : La Reine des abeilles (女王蜂, Joōbachi?) de Kon Ichikawa : Tsukumo
- 1978 : Inubue : Maekawa
- 1978 : Kôtei no inai hachigatsu : Masagaki
- 1978 : Burū Kurisumasu
- 1979 : L'Homme qui a volé le soleil (太陽を盗んだ男, Taiyō o nusunda otoko?) de Kazuhiko Hasegawa : Nakayama
- 1979 : Tooi ashita : Suda

#### Années 1980
- 1980 : 203 kochi : Aritomo Yamagata
- 1981 : L'Affaire Shimoyama (日本の熱い日々 謀殺・下山事件, Nihon no atsui hibi bōsatsu: Shimoyama jiken?) de Kei Kumai
- 1982 : Kyôdan : Shuzo Morishita
- 1982 : Kono ko no nanatsu no oiwai ni : Kashiwabara
- 1983 : Antarctica (南極物語, Nankyoku monogatari?) de Koreyoshi Kurahara : Horigome Taicho
- 1984 : Sukanpin walk : Toshikazu Tamikawa
- 1984 : Zerosen moyu
- 1985 : Ma no toki : Keiichiro, le mari de Ryoko
- 1985 : Sombre crépuscule (花いちもんめ, Hana ichimonme?) de Shun’ya Itō : docteur
- 1986 : Rokumeikan
- 1986 : La Mer et le Poison (海と毒薬, Umi to dokuyaku?) de Kei Kumai : Gondo
- 1987 : Too Much : Police Chief
- 1987 : Gokudo no onna-tachi 2 : Iwaki
- 1989 : Daireikai: Shindara dou naru
- 1989 : Black Rain de Ridley Scott : Ohashi

#### Années 1990
- 1990 : Haruka naru koshien
- 1990 : Isan sôzoku : Tadayoshi Torii
- 1991 : Dai yûkai : Kunijiro Yanagawa, 1st son
- 1991 : Kagerô : Yoneyama
- 1991 : Tenkawa densetsu satsujin jiken : Yoshinori Takazaki
- 1991 : Gubbai Mama
- 1992 : Kantsubaki
- 1992 : Yamai wa kikara: Byôin e ikô 2 : Kotaro Katakura
- 1993 : Shin gokudo no onna-tachi: Kakugoshiiya : Katsushi Sasabe
- 1993 : Waga ai no uta - Taki Rentaro monogatari
- 1993 : Sono kido o tootte : Kajima
- 1993 : Le Retour de Monjiro Kogarashi (帰って来た木枯し紋次郎, Kaettekita Kogarashi Monjirō?) de Kon Ichikawa
- 1994 : Shijûshichinin no shikaku : Jûnai Onodera
- 1995 : Himeyuri no Tô : Noguchi (schoolmaster)
- 1995 : Kura (蔵?) de Yasuo Furuhata : directeur du département d'ophtalmologie
- 1995 : Onihei hankachô
- 1995 : Godzilla vs Destroyah (ゴジラvsデストロイア, Gojira vs Desutoroia?) de Takao Okawara : Army General
- 1996 : Yatsuhaka-mura : docteur
- 1998 : Dr. Akagi (カンゾー先生, Kanzō-sensei?) de Shōhei Imamura
- 1998 : Bayside Shakedown: The Movie : Tokyo Metropolitan Police Station vice-chief Toshiaki Yoshida
- 1998 : Diary of Early Winter Shower : Nomura
- 1999 : Niji no misaki

#### Années 2000
- 2000 : Dora-heita (どら平太?) de Kon Ichikawa : Honda Ikki
- 2001 : Red Shadow (RED SHADOW 赤影, Reddo shadō akakage?) de Hiroyuki Nakano : Kyougoku Kanemitsu, Sengoku-Daimyou
- 2001 : Sennen no koi - Hikaru Genji monogatari : Fujiwara no Tametoki
- 2002 : Misutâ rûkî : Narita
- 2003 : The Man in White (許されざる者, Yurusarezaru mono?) de Takashi Miike
- 2003 : The Man in White Part 2: Requiem for the Lion
- 2005 : Azumi 2: Death or Love (あずみ2 Death or Love?) de Shūsuke Kaneko : Tenkai Nankôbô
- 2006 : I Am Nipponjin
- 2007 : Hokushin naname ni sasu tokoro : Honda
- 2009 : Shizumanu taiyō : Président Hiyama

#### Années 2010
- 2012 : Outrage: Beyond (アウトレイジ ビヨンド, Autoreiji: Biyondo?) de Takeshi Kitano : Fuse

### À la télévision
- 1987 : Dokuganryū Masamune (en) (独眼竜政宗?) (série TV)